# Chitalmari
Chitalmari è un sottodistretto (upazila) del Bangladesh situato nel distretto di Bagerhat, divisione di Khulna. Si estende su una superficie di 192 km² e conta una popolazione di 127.524 abitanti (dato censimento 1991).